# Haderonia sukharevae
Haderonia sukharevae là một loài bướm đêm trong họ Noctuidae.